# Michaił Aleksiejew (pisarz)
Michaił Nikołajewicz Aleksiejew (ros. Михаил Николаевич Алексеев; ur. 6 maja 1918 we wsi Monastyrskoje w guberni saratowskiej (obecnie obwód saratowski), zm. 19 maja 2007 w Moskwie) – rosyjski pisarz.

## Życiorys
Skończył siedmioletnią szkołę wiejską, później uczył się w szkole pedagogicznej w Atkarsku, we wrześniu 1938 został wcielony do Armii Czerwonej. Brał udział w wojnie z Niemcami od lipca 1941, walczył na Froncie Południowo-Zachodnim i Stalingradzkim i w bitwie pod Kurskiem, był zastępcą redaktora gazety dywizyjnej 72 Dywizji Piechoty Gwardii 7 Armii Gwardii, w 1942 opublikował pierwszy reportaż. Od 1942 należał do WKP(b), po wojnie służył w Centralnej Grupie Wojsk (w Austrii), miał stopień pułkownika. Był korespondentem-organizatorem gazety „Za czest’ Rodiny”, w 1951 został członkiem Związku Pisarzy ZSRR, w 1957 ukończył Wyższe Kursy Literackie. Redagował „Wojenizdat”, 1968–1989 był redaktorem naczelnym pisma „Moskwa”. Tworzył psychologiczną prozę wojenną. W 1953 wydał swoją pierwszą powieść Żołnierze (wyd. pol. 1953), w 1957 opublikował opowiadanie Nasledniki, a w 1964 opowieść Chleb – imia suszczestwielnoje (zekranizowaną w 1968). W 1961 wydał powieść Wiszniowy omut, a w 1981 powieść Draczuny o tematyce wiejskiej.

## Nagrody i odznaczenia
- Medal „Sierp i Młot” Bohatera Pracy Socjalistycznej (5 maja 1978)
- Order Lenina (dwukrotnie – 2 lipca 1971 i 5 maja 1978)
- Order Rewolucji Październikowej
- Order Wojny Ojczyźnianej II klasy (dwukrotnie – 6 czerwca 1945 i 11 marca 1985)
- Order Czerwonego Sztandaru Pracy (dwukrotnie – 28 października 1967 i 5 maja 1988)
- Nagroda Państwowa ZSRR (1976)
- Nagroda Literacka im. Szołochowa
- Order Przyjaźni Narodów (16 listopada 1984)
- Order Czerwonej Gwiazdy (dwukrotnie – 20 września 1944 i 30 kwietnia 1954)
- Medal „Za zasługi bojowe” (dwukrotnie – 23 sierpnia 1943 i 20 czerwca 1949)

I inne.